# Куп Србије у футсалу
Куп Србије је национални куп Републике Србије у футсалу који се одржава у организацији Фудбалског савеза Србије.

## Историја
У сезони 2005/06. одржан је први футсал куп Србије. Иако се у то време лига играла на нивоу целе Државне заједнице Србије и Црне горе, куп није постојао. Након одвајања Црне Горе од Србије, национални куп Србије у футсалу није игран прве четири сезоне. Од сезоне 2010/11. одржава се редовно.

## Финалне утакмице Купа Србије
| Сезона   | Датум           | Победник        | Финалиста       | Резултати            | Дворана                              |
| -------- | --------------- | --------------- | --------------- | -------------------- | ------------------------------------ |
| 2005/06. | 12. април 2006. | САС Зрењанин    | Марбо           | 3:3 (0:2) 9:8 – пен. | Кристална дворана, Зрењанин          |
| 2010/11. | 26. април 2011. | Марбо Интермецо | Врање           | 4:0 (2:0)            | ЦКС Шумице, Београд                  |
| 2011/12. | 17. мај 2012.   | Марбо Интермецо | Економац        | 3:1 (1:0)            | ЦКС Шумице, Београд                  |
| 2012/13. | 24. април 2013. | Економац        | Марбо Интермецо | 5:2 (2:1)            | Спортска хала Језеро, Крагујевац     |
| 2013/14. | 23. април 2014. | Економац        | Коперникус Ниш  | 5:4 (3:1)            | Спортска хала Бреза, Горњи Милановац |
| 2014/15. | 8. мај 2015.    | Бечеј           | Економац        | 3:1 (1:1)            | ?, Уб                                |
| 2015/16. | 4. мај 2016.    | Еуро Мотус      | Економац        | 3:0 (2:0)            | Дворана Смедерево, Смедерево         |
| 2016/17. | 9. мај 2017.    | Економац        | Нови Пазар      | 3:0 (2:0)            | КСЦ Пожаревац, Пожаревац             |

### Успешност клубова
| Пласман | Клуб            | Победник           | Финалиста          |
| ------- | --------------- | ------------------ | ------------------ |
| 1.      | Економац        | 3 2013, 2014, 2017 | 3 2012, 2015, 2016 |
| 2.      | Марбо Интермецо | 2 2011, 2012       | 2 2006, 2013       |
| 3.      | САС Зрењанин    | 1 2006             | —                  |
| 3.      | Бечеј           | 1 2015             | —                  |
| 3.      | Еуро Мотус      | 1 2016             | —                  |
| 6.      | Врање           | —                  | 1 2011             |
| 6.      | Коперникус Ниш  | —                  | 1 2014             |
| 6.      | Нови Пазар      | —                  | 1 2017             |